# Даниела Маркоска
Даниела Маркоска (на македонска литературна норма: Даниела Маркоска) е политик от Северна Македония.

## Биография
Родена е на 5 юли 1978 година в град Скопие, тогава в Социалистическа федеративна република Югославия. Завършва право в Юридическия факултет на Скопския университет. Полага правосъден изпит. На 15 юли 2020 година е избрана за депутат от Социалдемократическия съюз на Македония в Събранието на Северна Македония.